# سلمان بن حمد آل خليفة الأول
الشيخ سلمان بن حمد بن عيسى آل خليفة (10 أكتوبر 1894 - 2 نوفمبر 1961)، الحاكم الحادي عشر للبحرين. تولى الحكم خلال الفترة 20 فبراير 1942 حتى 2 نوفمبر 1961.

## ولادته وتربيته
ولد الشيخ سلمان بن حمد في 10 أكتوبر 1894 وتربى في رعاية والده الشيخ حمد بن عيسى آل خليفة حاكم البحرين الأسبق، درس القرآن والدين ثم جلب له والده الشيخ حمد بن عيسى الأساتذة لمختلف العلوم فتعلم منهم ما يؤهله لأن يحكم بلاده من بعد والده.
تولّى الشيخ سلمان ولاية العهد في رعاية والده وبموافقة الأعيان والأهل والأقرباء من آل خليفة وكان ينوب عن والده في كثير من المناسبات الرسمي فقد كان والده يؤهله لمسئولياته الكبيرة القادمة.

## توليه مقاليد الحكم
تولى مقاليد الحكم في البحرين بتاريخ 20 فبراير 1942 بعد وفاة والده حاكم البحرين أنذاك الشيخ حمد بن عيسى آل خليفة واحتفل في عيد جلوسه رسمياً في 6 أبريل 1942.

## البحرين في عهده
عرف عن الشيخ سلمان ميله الكبير للعمل الجاد وولعه بإدخال عناصر الحضارة الغربية والاستفادة منها في سبل تطوير البلاد والمطالع للصحف التي صدرت في عهده. يشاهد أنه دأب طوال عهده على متابعة التقدم والعمران في العالم وتحويلها إلى البحرين حيث تشهد البحرين في عهده افتتاح المشاريع الكبيرة التي لا زال بعضها يشهد على الدقة والاهتمام التي روعيت في تأسيسها فكان يتابع المشاريع ويفتتحها بنفسه ويشرف ويدقق على كل كبيرة وصغيرة فيها. والمراقب لمدى التقدم والتطور الذي وصلت إليه البحرين في عهده يشعر بمدى وعي هذا الأمير الذي لم يترك صغيرة ولا كبيرة إلا وباشرها في نفسه كما كان يهتم بالعلاقات الخارجية لبلاده اهتماما كبيرا فكان يستقبل رؤساء وملوك البلاد والعربية بنفسه. ويودعهم بنفسه بضيافته الكريمة التي تدل على كرمه وسخائه المعروفين وصداقته الكبيرة لمن يحيطونه بحمايته كانت متناهية الكرم وهذا ما ورثه عن أبيه الشيخ حمد بن عيسى الذي تذكره بريطانيا ولا تنسى أن تشيد في مثاليته وكرمه فيذكر بليجريف في مذكراته، أنه قدّم 30 ألف جنيه إسترليني كعربون على الإخلاص المتفاني إلى الحليف سواء كان عربيا أو أجنبيا.
إن المتابع لحركة التطور والتقدم والعمران الاقتصادي والبشري في البحرين في عهد الشيخ سلمان من تقدم خاصة بعد الحربين العالميتين الأولى والثانية...... وبالذات أن هذا الزمن يصادف تطور وسائل النقل السريعة (وظهور النقل الجوي-الطيران)الذي ساعد على جلب وسائل التطور من العالم الأوروبي سواء كان هذا التطور ماديا أو ثقافيا-أم عسكريا-أم عمرانيا، فقد ساعد على تفتح شباب البحرين وتعريفهم على ما يجري خارج مجتمعهم بالسرعة الكبيرة التي مصدرها عددا من الجمعيات والأندية الرياضية، والنوادي الثقافية تطورت إلى ندوات فكرية سياسية شارك في عضويتها طلبة الشباب وصغار التجار وموظفو الشركات الأجنبية والمعلمون وغيرهم من أبناء الأقطار العربية في البحرين.
كان الشيخ سلمان كأبيه الشيخ حمد ينهض صباحا مبكرا، وبعد الصلاة يذهب إلى قصر القضيبية وهو نفس القصر الموجود حاليا، حتى اليوم ويجلس في مجلسه الخاص مستقبلا الناس باحثا في أمورهم حتى الساعة التاسعة صباحا بعدها ينتقل إلى مكتبه لينظر في أمور الدولة والرعية حتى الغذاء ويخرج بعدها في مجلسه الخاص في منطقة القضيبية ويجلس حتى المساء.
وكان شتاؤه على العموم في منطقة الرفاع وصيفه في منطقة القضيبية في المنامة، أما الربيع فكان يقضيه في منطقة الوسمية وكانت لديه هناك مزرعة ذات مياه عذبة وارفة الظلال.
أما علاقته بالناس ضمن البلاد فقد كان يخصص لها يومين: يوم بلدية المنامة ويوم الاثنين وفيه يذهب إلى بلدية المحرق حيث يجتمع بأهل البلاد وأكابر القوم والتجار والأعيان ويبحث فيما استجد من أمور لديهم يوما بيوم، هذه الأمور دأب عليها الشيخ سلمان ومن قبله والده الشيخ حمد ومن ثم الحفيد الشيخ عيسى بن سلمان.
وقد طالت مدة حكم الشيخ سلمان بن حمد إلى نحو عشرين عاما فاهتم في بناء المدارس وتوسيعها وتطوير الاقتصاد الوطني... وترأس عدد من الدوائر مثل إدارة القاصرين والمحاكم.
وتوفي يوم الخميس 2 نوفمبر في مقره في (سافره) الذي اتخذه مسكنا له إثر مرضه قبيل وفاته في عامين تقريبا وشيع جثمانه إلى مثواه الأخير في مقبرة الحنينية.
لم يغادر البحرين خلال حياته إلا لمناسبتين – الأولى عند زيارته للملكة المتحدة عام 1953 م لحضور حفل تتويج الملكة إليزابيث الثانية حيث حل ضيفا على الحكومة البريطانية. أما الثانية فكانت في العام 1958 م عندما سافر إلى الرياض وحل ضيفا على أخيه الملك سعود وعقد في هذه الزيارة اتفاقية الرياض التي حددت بموجبها الحدود البحرية بين الدولتين.

### الصحة والتعليم
يمكن التعرف على منبع اهتمامات الشيخ سلمان بن حمد العميقة بالمسائل الصحية عندما حاول وضع نظم جديدة لصيادي اللؤلؤ في البحرين، حيث تعرف الشيخ سلمان بن حمد عن كثب (كما لم يعرف من قبل) على الظروف السيئة المتردية التي عمل هؤلاء الغواصون ضمنها وعلى العديد من الأمراض التي تفترسهم بسبب الظروف التي يعيشونها إبان عمليات الغوص، ومن جراء الأخطار المرتبطة بصناعة اللؤلؤ عموما، وبعد ذلك صار له اهتمام خاص بأحوال صيادي اللؤلؤ وبذل جهودا كبيرة لتحسين معيشتهم. ولم يكن هذا الأمر مقبولا لدى الجميع، فقد كان هناك من يستفيد من بقاء النظام القديم، لكن الشيخ سلمان رمى بثقله ووظف هيبته من أجل الإصلاح وتحقق له ذلك كجزء من الإصلاح بتخصيص أحد أول المستوصفات بالتعامل مع الاحتياجات الخاصة بصيادي اللؤلؤ.
وأصبحت العناية الصحية إحدى الأولويات المقربة إلى قلب الشيخ سلمان. فقد كان يحرص على أن تنفق الدولة أموالا أكثر على تحسين صحة المواطنين، وقدم مختلف أشكال الدعم على أرفع المستويات للتأكد من تمويل مؤسسات الصحة بدرجة كافية. وكان معظم عمله في المجال مختفيا عن الأنظار ويندر أن نجد تصريحا علنيا من الحاكم حول أهدافه الاجتماعية والسياسية. ولحسن الحظ قدم بيانا صريحا وشخصيا حول ما يراه دورا للعناية الصحية في تطوير البحرين، ففي نوفمبر 1951 م لخص الشيخ سلمان أسلوب العناية الصحية في البحرين ومبادئه في خطابه أمام المؤتمر الطبي السنوي الثالث لمنطقة الخليج قائلا: «نحن وحكومتنا ننظر إلى صحة أبناء شعبنا على أنه أمر بالغ الحيوية، وننفق جزءا ضخما من مواردنا في كل عام على العمل الطبي، ونأمل أن تزوروا مستشفياتنا وعياداتنا. ولكن معظم نتائج العمل المنجز هناك لا تتضح في المستشفيات، بل لدى أبناء شعبنا في الشوارع والأسواق والمدارس، ولعل أهم ما قمنا به هو القضاء على الملاريا. وقبل بضعة أعوام كان يستحيل النوم في المنامة دون شبكة تقي من البعوض، الآن تخلو المنامة ومعظم الأحياء القريبة منها من البعوض وانخفضت نسب الإصابات في الملاريا بمقدار كبير. وقد اتخذنا منذ وقت قريب تدابير فعالة جدا لخفض كميات الذباب الذي يسبب الأمراض. وقد ساهم عمل أطبائنا في المستشفيات والعيادات وأعمال مكافحة الملاريا والحجر الصحي وما نعلمه لأبنائنا في المدارس حول الصحة، وتحسين صحة عرب البحرين. وحيثما وجدت الصحة وجدت السعادة. ونحن نأمل أن رعاية صحة شعبنا تحافظ على سعادته».
وبالرغم من أن البحرين ضحت مؤقتا بأسرة مستشفاها من أجل احتياجات القوة الجوية الملكية والملكية البحرية (البريطانيتين)، فإن الاتصال المباشر بالأطباء المتقدمين وجهاز التمريض المتمرن، كان حافزا لتطوير الكفاءات المهنية في البحرين. وقد انضم إلى المستشفى طبيب من القوة الجوية ومعه أربع ممرضات متقدمات، وتعاملوا في الغالب مع الجرحى العسكريين، إلا أنهم قدموا خدماتهم في الأجنحة الأخرى في المستشفى على شكل دوري، وقد عزز هذا الأهمية التي توليها البحرين لتوفير الرعاية إلى مواطنيها والفريدة من نوعها في منطقة الخليج.
كانت الصحة والتعليم في عهد الشيخ سلمان شيئا واحدا لا ينقسم: بدون تعليم يتأخر التطور الصحي. وإذا لم يكن هذا الربط الوثيق بين عوامل الرفاهية الاجتماعية متفردا، فإنه غريب وغير مألوف يقف وراءه فهم الحاكم لحاجات الشعب وقدرة المسؤول الطبي للحكومة على دفع البرنامج المتكامل إلى الأمام. وظل قطاعي الصحة والتعليم مرتبطين في أذهان الشعب، فقد تكرر على مسامع أبناء البحرين أن الطريق إلى صحة أحسن يمر عبر تعليم أحسن. وصار واضحا في الأربعينات أن مفتاح التطور في البحرين يأتي من خلال التعليم والقوى العاملة الأحسن تعليما. وأراد الشيخ سلمان أن يؤول أكبر عدد ممكن من الوظائف في صناعة النفط، أو التي أوجدها التوسع الاقتصادي، إلى أبناء البحرين. ولكن لكي يتحقق هذا يجب تثقيف شباب البحرين وتعليمهم ليضطلعوا بتلك المهام.
- في يوم ما تحدث بلغريف، بشيء من الازدراء لفكرة دولة الرفاهية. وفي الواقع فإن هذا في الذات ما طمح الشيخ سلمان إلى تحقيقه، لكنه تحقق بعد مغادرة بلغريف في وقت طويل. وفي آخر سنة من حكم الشيخ سلمان، بعد أن عانى من أزمة قلبية حادة، ورد في مقدمة التقرير السنوي للمسئول الطبي للدولة:«إن أهم تغير عرفته إدارة الصحة على الإطلاق هو اللفتة الكريمة الصادرة من صاحب السمو حاكم البحرين الشيخ سلمان، إذ افتتح عهد الخدمات الصحية الوطنية دون مقابل في وقت مبكر من العام الحالي. وفي هذا سابقة لا يستطيع توفيرها سوى القليل جدا من دول العام اليوم. وهي تعبير عن حسن نوايا ستمثلها، كما هو مؤمل، هذه الخدمات العامة، خصوصا انها ليست مقصورة على حدود البحرين، بل تمتد إلى كل الزوار الذين يأتون إليها من أجل العلاج من كل أنحاء العالم».

- ولا ضير هنا من التذكير أن السبب الذي جعل البحرين، لا الدول الأغنى في المنطقة، قادرة على اتخاذ خطوات عملاقة كهذه، هو أن حاكمها جمع بحذر موارد النفط في السنتين التي أعقبت 1945، رغم ما واجه من معرضة شديدة.

- كان الدهاء واحدا واحدا من أهم الخصائص للشيخ سلمان، والخاصية الأخرى هي بعد النظر. فنظاما التعليم والصحة المسخران لخدمة أبناء الوطن لا يأتيان بسرعة وسهولة. والهدف الذي تحقق عام 1960 م كان ماثلاً في ذهنه منذ منتصف الأربعينات، أي من أولى سنين حكمه. ولم يكن يقحم نفسه ويفرض إرادته، بل يساعد الذين اختارهم لإدارة أقسامهم وإداراتهم، وظل مستمعا وناصحا ومساعدا كلما دعت الحاجة إلى تدخله لحل أية مشكلة.

### الاقتصاد
كان الشيخ سلمان محقا في العديد من الجوانب المهمة جدا، فيتضح من مطالعة فهمه الطبيعي للمسائل الاقتصادية. وكان يراجع الميزانية السنوية بنفسه دائما، ويرصد الإنفاق والعائدات. لكنه كان يتمتع بأكثر من مهارات مدقق حسابات. كان للشيخ سلمان إحساس طبيعي بسنوح الفرص الاقتصادية. وأحسّ بجور نظام حصص العائدات النفطية، بينما كان مستشاروه ينصحون بعدم إثارة الموضوع. وكان محقا تماما عندما رأى مخاطر تهدد عائدات البحرين في عقد يسمح باستخدام مصافيها لتكرير نفط أجنبي دون أن تجني خزينة الدولة شيئا من ذلك. وقيل أن مخاوفه ليس لها ما يبررها.
ولاحظ وجود ما يمكن أن يصبح ثغرة في شروط عام 1914 حول الموارد البرية. ونجد هنا أيضا قلة اكترث بملاحظته. لم يكن الأمر مجرد استعادة موارد. فقد كان يدرك أهمية الاتصالات الجوية والبحرية للبحرين. ورأى إمكانية إقامة خطوط طيران خليجية، والتي أقيمت بالفعل، في حين هزأ الآخرون من الفكرة على أنها غير معقولة، وظل يطالب بشدة بإقامة ميناء وحصل ذلك. وحمل الميناء اسمه ومنح البحرين منفذا إلى تجارة بحرية أكبر وأوسع.

## رؤيته للقضية الفلسطينية
لم تكد تمر سنة ونصف السنة على تفرغ البحرين وحاكمها الشيخ سلمان لتنفيذ مشروع بناء الدولة، حتى جاءت الأخبار بما يحدث في فلسطين من ممارسات عدائية وخطط استعمارية تقودها حكومة الانتداب البريطاني وجماعات اليهود لمصادرة الأراضي الفلسطينية ومنحها لليهود، من أجل إقامة دولتهم الموعودة عليها، كم جاء في كتابهم «التلمود» وبروتوكلات حكماء صهيون.
وكان سكان البحرين بما عرف عنهم من آفاق وطنية وعربية وإسلامية، وبما خبروه من دهاء الساسة البريطانيين، يشعرون بما تضمره القوى العظمى وبريطانيا، وبالذات لفلسطين وشعبها، وبالتالي فإن مشاعر القلق على فلسطين، كانت عامة لدى البحرينين وفي مقدمتهم الشيخ سلمان بن حمد الذي أدرك مبكرا نوايا بريطانيا تجاه فلسطين.
وجاء قرار التقسيم المشؤوم رقم "181" الذي اتخذته الأمم المتحدة يوم 29 نوفمبر عام 1947، ليؤكد ظنون الشيخ سلمان وتخوفات البحرينين، وليفجر موجة عارمة من الغضب لدى الشعوب العربية في كل مكان، وكانت البحرين من بين هذه الدول التي هبت قيادتها وشعوبها بالتنديد بم تحكيه القوى الاستعمارية ضد فلسطين وشعبها من أجل مؤازرة الشعب الفلسطيني في محنته. وعلى الفور بادر الشيخ سلمان إلى تشكيل لجنة عليا لجمع التبرعات إلى الشعب الفلسطيني، اختار لرئاستها عمه الشيخ عبد الله بن عيسى آل خليفة تأكيدا لمدى اهتمامه باللجنة والغاية من تشكيلها، وعقدت اللجنة اجتماعها الأول في عام 1947 وترتب على هذا الاجتماع جمع مبلغ (66 ألف روبية) إضافة إلى مساعدات عينية ومالية أخرى عديدة متفرقة.
وتصاعدت وتيرة حملة الخير والمؤازرة الوطنية التي قادها الشيخ سلمان، من أجل دعم الشعب الفلسطيني في قضيته، وتخفيف آلام المصيبة التي ألمت به جراء تقسيم أراضيه وتشريد جزء من سكانها، ففي الرابع والعشرين من يناير عام 1948 كان المجاهد الفلسطيني جمال الدين الحسيني نائب رئيس الهيئة العربية العليا لفلسطين يحلّ ضيفا على حاكم البلاد ضمن زيارة شملت عدد من الدول العربية، لحشد الجهود العربية الرسمية والشعبية، لمساندة الشعب الفلسطيني.
وتدعى سائر الشرفاء البحرينيون من كل أنحاء البلاد لتلبية رغبة الشيخ سلمان، بتجديد حملة التبرع من اجل فلسطين وقاد الحملة الشيخ عبد الله بن عيسى آل خليفة، حيث جمع مبلغ (105 آلاف روبية) حوّلت إلى الدينار العراقي، وأرسلت إلى الرئيس السوري شكري القوتلي. وبعد أقل من خمسة عشر يوما أمر الشيخ سلمان بحملة أخرى شارك فيها كبار تجار البحرين وترتب عليها انعقاد اجتماع حافل في السابع والعشرين من مارس عام 1948، تم خلاله جمع مبلغ (77 ألف روبية) لصالح صندوق فلسطين. وعلى أثر النكبة الأليمة التي ألمت بالشعب الفلسطيني والأمة العربية نتيجة حرب مايو عام 1948، والتي أدت إلى تشريد عشرات الآلاف من الشعب الفلسطيني، بادر الشيخ سلمان وأمر بتقديم (100 ألف روبية) مساعدة للاجئين الفلسطينيين وتم تحويلها فورا إلى وكالة غوث اللاجئين. وقد تركت هذه المبادرات الوطنية والحملات الإنسانية الصادقة آثارا وبصمات عميقة في نفس الشيخ عيسى بن سلمان ونفس شقيقه الشيخ خليفة، حيث كان سموّهما يتابعان هذه المبادرات محاولين في صدر الصبا والشباب تحليلها وفهم دلالاتها. وكانت تزيدهما قناعة بمدى قدرة الاقتصاد الوطني القوي على مساعدة الأشقاء والوقوف معهم.

## إنجازاته
في أواخر عام 1948 سيطر موضوع محلي هام على اهتمام المواطنين، حيث شهدت شوارع المنامة ولأول مرة أعمال توصيلات لم تشهدها من قبل، وكانت الناس تتجمع حول المهندسين والعمال الذين يعملون على توصيل أنابيب المياه إلى البيوت من خلال شبكة صحية للمياه. وكانت الحكومة قد أصدرت إعلانا أثلج صدور المواطنين الراغبين في توصيل المياه النقية لبيوتهم، وكان الحدث المميز الآخر في ذلك المشروع هو العدادات التي تشهدها البلاد لأول مرة. ولا شك أن وجود عدادات للمياه في ذلك الوقت كان موضوعا هاما لحديث الناس في المجالس والبيوت. وقد حددت الحكومة سعر توصيل المياه للبيوت التي تبعد 100 قدم عن الأنبوب الرئيسي مع تركيب العداد ب225 روبية، كما حددت الحكومة سعر المياه بثلاث أنات لكل مائة ألف جالون من الماء.
وجاء اليوم الذي انتظره الجميع، ففي صباح يوم السبت 10 صفر عام 1368 هجرية وصل الشيخ سلمان بن حمد آل خليفة حاكم البحرين مصحوبا بمعية الشيخ محمد بن عيسى والشيخ عبد الله، إلى محطة المنامة حيث كان في انتظارهم كبار أفراد العائلة الحاكمة وأعضاء المجلس البلدي والوجهاء والأعيان، كما كان في مقدمة مستقبلي السيد«بيتر هولوي» مدير شركة «إخوان هلوي» التي أنجزت المشروع والذي حضر إلى البحرين خصيصا للمشاركة في هذا الاحتفال.
وقد تفضل الشيخ سلمان بن حمد بالضغط على زر توصيل المياه النقية لتغذية معظم مناطق العاصمة المنامة. لقد كانت الخدمات المقدمة للمواطنين تجيء على رأس أولويات الشيخ سلمان والذي كان يحرص على متابعة تنفيذها شخصيا.
ومن جانب آخر شهدت البحرين في تلك الفترة حدثاً مميزا آخر، حيث انعقد في البحرين أول مؤتمر طبي في أوائل شهر نوفمبر عام 1948، وقد حضر هذا المؤتمر 27 طبيبا من بريطانيا وأمريكا وإيران والعراق والكويت، وذلك للنظر في المسائل المتعلقة بشؤون الصحة. وكانت إقامة مؤتمر يحضره أطباء من هذه الدول وفي تلك الفترة تعتبر بلا شك إنجازا كبيرا للقيادة في البحرين. وخلال هذه المؤتمر تشكلت لجنة من 6 أطباء لوضع تقرير عن الوضع الصحي في دول الخليج، حيث تم رفع هذا التقرير إلى السلطات العليا في تلك الدول، وذلك في بادرة انطلقت من البحرين وكانت الأولى من نوعها، حيث عكست جانبا من اهتمامات حاكم البحرين آنذاك.

## وفاته
كانت البحرين قد بدأت تتذوق بواكير طعم الاستقرار، عندما راحت المتاعب الصحية، تعرف طريقها إلى جسد الشيخ سلمان، وكان الرجل يتحمل المشقة والتعب، بصورة مدهشة، فقد كان فارسا عربيا يكابر الألم، ويكبر عن الشكوى. ولم يكن الشيخ سلمان يعرف طعم الراحة والاسترخاء، فساعات عمله تمتد إلى آخر الليل، وتبداء مع أول النهار.
وكان برنامجه اليومي، يبدأ في الساعة الثامنة، حيث يصل إلى مكتبه الخاص، في مبنى باب البحرين، الذي كانت تشغله عدد من إدارات الحكومة. وبعد أن يرشف القهوة العربية، كان يستقبل المواطنين الذين ينتظرون للسلام عليه، فينظر في طلباتهم، وأمورهم. ثم يبدأ عمله الرسمي، الذي يتضمن مقابلات، ولقاءات، ومراجعات يومية، ومخاطبات...
وكان يتجاهل في سبيل عمله للبحرين وشعب البحرين، نصائح الأطباء الذين أبدوا الكثير من القلق على صحته، ونصحوه في عدم الإكثار من السهر، وتقليل ساعات العمل، غير أنه ظل مواظبا على برنامجه، الذي اختاره لنفسه، واعتاد عليه منذ الشباب.
وظل الشيخ سلمان، يرفض نصائح الأطباء، بالخلود إلى الراحة....ولو توقف الأمر عند هذا الحد، لكان خيرا، فالرجل الذي اعتبر البحرين قطعة من قلبه، كان يؤلمه كثيرا، ما يحدث لها، من أبنائها، ومن الدول الطامعة بها. وكانت الأعباء الصحية، تزداد يوما بعد يوم، بفعل ازدياد أعباء البلاد، وهمومها.
وحاول الشقيقان عيسى وخليفة، التخفيف بعض الشيء، عن والدهما، فكانا إضافة إلى إقناعه، بالركود إلى الراحة، ينقلان إليه أخبار البلاد بالتفصيل، ويتلقيان توجيهاته، بشأن تصريف بعض الأمور ... وكان الشيخ خليفة، لا يكاد يفارق والده، في أيامه الأخيرة... وخاصة بعد أن انتقل الشيخ الوالد، للإقامة في منطقة «سافرة»، نتيجة تردي وضعه الصحي.
وظل يغالب المرض، والشكوى، إذ تُوفي في حوالي الساعة التاسعة من صباح يوم الخميس، الثاني من نوفمبر عام 1961، عن عمر يناهز 67 عاما، بعد حوالي 20 سنة، أمضاها على سدة الحكم.

## الأسرة

### الزوجات
تزوج ثلاث نساء:
1. الشيخة لطيفة بنت إبراهيم آل خليفة: ابنة إبراهيم بن خالد آل خليفة ونورة بنت عيسى آل خليفة في عام ١٩١٠ وتوفيت في مايو ١٩٦٦.
2. سمو الشيخة موزة بنت حمد آل خليفة: ابنة الشيخ حمد بن عبد الله آل خليفة. توفيت في ٢ مايو ٢٠١١، وهي والدة الشيخ عيسى بن سلمان، الشيخ خليفة بن سلمان، الشيخة عائشة بنت سلمان، الشيخ محمد بن سلمان، الشيخة نورة بنت سلمان، الشيخة ثاجبة بنت سلمان، الشيخة شيخة بنت سلمان، الشيخة مريم بنت سلمان
3. الشيخة نيلة بنت خليفة بن أحمد آل خليفة.توفيت سنة ١٩٧٢، وهي والدة الشيخة فاطمة

### الأبناء والأحفاد
أنجب ثلاثة أبناء وست بنات:
1. عيسى: حاكم البحرين الثاني عشر.
2. خليفة: ولد في بيت الجسرة في 24 نوفمبر 1935. والدته موزة بنت حمد آل خليفة. رئيس الوزراء من عام 1971 إلى 2020. تزوج من المحرق من حصة بنت علي آل خليفة الابنة الرابعة لعلي بن حمد آل خليفة. أنجب ثلاثة أبناء وابنة:
  1. محمد: درس في المملكة المتحدة. توفي في 14 يونيو 1974.
  2. علي: نائب رئيس مجلس الوزراء من عام 2005. تزوج زين بنت خالد آل خليفة ابنة خالد بن عبد الله آل خليفة نائب رئيس مجلس الوزراء ومريم بنت سلمان آل خليفة. أنجب ابنان وابنة:
    1. خليفة: درس في مدرسة ابن خلدون الوطنية.
    2. عيسى: درس في مدرسة ابن خلدون الوطنية.
    3. مناور.

  3. سلمان.
  4. لولوة: الرئيسة الفخرية لجمعية النور الخيرية. تزوجت من راشد بن خليفة آل خليفة (ولد في عام 1952). أنجبت ثلاثة أبناء وثلاث بنات.
3. محمد: ولد في عام 1940. تلقى تعليمه في قصر الرفاع ثم في مدرسة ميتروبوليتان للشرطة بالمملكة المتحدة. رئيس مجلس الميناء الاستشاري ومجلس المعارف من 1960 إلى 1961. المدير العام لإدارة الشرطة والأمن العام من 1961 إلى 1966. قاضي في محكمة الاستئناف من 1966 إلى 1967. حصل على لقب أمير في 21 أكتوبر 2009. تزوج مرتين الأولى من نورة بنت حمد آل خليفة (توفيت في 16 أبريل 2005) ابنة حمد بن عبد الله آل خليفة والثانية من سيدة من عائلة آل بن علي. توفي في 9 نوفمبر 2009 عن عمر ناهز 69 سنة. أنجب عشرة أبناء وخمس بنات:
  1. أحمد: رئيس الاتحاد البحريني للتنس الأرضي.
  2. حمد.
  3. خالد.
  4. خليفة.
  5. سلمان: ولد في عام 1962. عمل في وزارة الخارجية. رئيس الاتحاد البحريني لكرة القدم من 1997 إلى 2002 ثم الرئيس الفخري من 2002 إلى 2007. رئيس الاتحاد البحريني لكرة الطائرة. الرئيس الفخري لنادي الرفاع الرياضي. تزوج من منيرة بنت عيسى آل خليفة ابنة حاكم البحرين عيسى بن سلمان آل خليفة. توفي في حادث غوص في عمان في 13 أكتوبر 2007 عن عمر ناهز 45 سنة. أنجب خمسة أبناء وابنة.
  6. عبد الله.
  7. سلطان.
  8. هاشم: درس في أكاديمية ساندهيرست العسكرية الملكية. ملازم ثاني في قوة دفاع البحرين من عام 2008. تزوج من حصة بنت حمد آل خليفة الابنة الثانية لحاكم حمد بن عيسى بن علي آل خليفة وابنة جبر النعيمي. أنجب ابن:
    1. محمد: ولد في 21 فبراير 2015.

  9. نادر.
  10. علي.
  11. العنود: تزوجت علي بن عيسى آل خليفة الابن الأصغر لعمها حاكم البحرين عيسى بن سلمان آل خليفة وحصة بنت سلمان آل خليفة.
  12. هيا: تزوجت من عبد الله بن عيسى آل خليفة ابن عمها حاكم البحرين عيسى بن سلمان آل خليفة وحصة بنت سلمان آل خليفة.
  13. جواهر.
  14. مريم.
  15. منيرة.
4. ثاجبة: تزوجت سلمان بن عبد الله آل خليفة ابن عمها عبد الله بن حمد آل خليفة. أنجبت ثلاثة أبناء وابنتان.
5. فاطمة: تزوجت إبراهيم بن محمد آل خليفة ابن محمد بن عيسى آل خليفة.
6. مريم: تزوجت خالد بن عبد الله آل خليفة نائب رئيس مجلس الوزراء ابن عبد الله بن خالد آل خليفة. أنجبت أربعة أبناء وخمس بنات.
7. عائشة: تزوجت من إبراهيم بن حمد آل خليفة. أنجبت ابنان وابنتان:
  1. خالد.
  2. سلمان: ولد في 2 نوفمبر 1965. رئيس الاتحاد الآسيوي لكرة القدم. أنجب ابن وابنتان.
  3. خلود.
  4. خولة.
8. شيخة: تزوجت من عيسى بن راشد آل خليفة. أنجبت ابنان.
9. نورة: تزوجت عيسى بن مبارك آل خليفة ابن عمها مبارك بن حمد آل خليفة. أنجبت ابن وابنة.